# Tines de Can Candela
Les Tines de Can Candela són un conjunt de 7 tines del municipi de Callús (Bages) que formen part de l'Inventari del Patrimoni Arquitectònic de Catalunya. Avui el mas està abandonat, però en el paisatge encara hi ha petjades de l'antic conreu vitícola.

## Descripció
El conjunt de 7 tines es troben al voltant del mas "cal Candela". Es presenten agrupades de 3, 2 i també individualment. L'estructura de totes elles és circular i els seus interiors estan enrajolats per tal d'evitar filtracions. l'aparell és força irregular, obrat amb pedres petites, disposades en alguns punts en filades i unides amb calç. L'alçada de les tines oscil·la entre uns tres i quatre metres. En algunes d'elles hem pogut veure la boixa i l'aixeta de sortida, en d'altres no degut a la vegetació abundant.
L'aplegament de set tines al voltant d'un mas és una mostra de la importància que tingué la vinya en la vida agrària del Bages dels segles XVIII-XIX i XX.